# Зеваниці
Зеваниці (пол. Ziewanice) — село в Польщі, у гміні Ґловно Зґерського повіту Лодзинського воєводства.
Населення — 245 осіб (2011).

## Демографія
Демографічна структура станом на 31 березня 2011 року:
|          | Загалом | Допрацездатний вік | Працездатний вік | Постпрацездатний вік |
| -------- | ------- | ------------------ | ---------------- | -------------------- |
| Чоловіки | 122     | 20                 | 82               | 20                   |
| Жінки    | 123     | 16                 | 75               | 32                   |
| Разом    | 245     | 36                 | 157              | 52                   |